# Mercedes-Benz M 279
| Mercedes-Benz/AMG    | Mercedes-Benz/AMG    |
| M 279                | M 279                |
| -------------------- | -------------------- |
| Hersteller:          | Mercedes-Benz/AMG    |
| Produktionszeitraum: | seit 2012            |
| Bauform:             | V-60°, Zwölfzylinder |
| Motoren:             | 6,0 Liter (5980 cm³) |
| Vorgängermodell:     | M 275                |
| Nachfolgemodell:     | keines               |
| Ähnliche Modelle:    | keines               |

Der Mercedes-Benz M 279 ist ein Ottomotor mit zwölf Zylindern in V-Anordnung von Mercedes-Benz. Der Zwölfzylinder mit Biturbo-Aufladung wurde 2012 zuerst im SL der Baureihe R 231 sowie in der G-Klasse (W 463) eingeführt und ersetzt den M 275. Im Gegensatz zu allen anderen aktuellen Mercedes-Benz-Ottomotoren verfügt der M 279 nicht über Direkt-, sondern Saugrohreinspritzung.
Der M 279 basiert auf dem Vorgängertriebwerk M 275, wurde jedoch vollständig überarbeitet. Mit einer Masse von 246 kg ist er 2 kg leichter als der Vorgänger. Es werden neue Abgasturbolader mit größerem Spiralquerschnitt und strömungsoptimierte Wastegate-Kanäle eingesetzt. Der höchste Ladedruck beträgt 1,3 bar. Der Motor hat pro Brennraum zwei Einlassventile und ein Auslassventil;  die Multi-Spark-Zündung hat eine Doppelzündspule pro Zylinder. Weiter sind die Motorsteuerung und die Zylinderköpfe überarbeitet worden.
Im Gegensatz zum Vorgänger M 275 gibt es den M 279 mit Ausnahme der Brabus-Version nur noch einheitlich mit 6 Litern Hubraum. Eine gegenüber der AMG-Variante leistungsreduzierte Version mit 390 kW (530 PS) kommt im S 600 L der Baureihe 222 zum Einsatz.
Für den CO2-Ausstoß im W 222 wurden 279 g/km angegeben.

## Varianten
| Verkaufsbezeichnung                                                                                   | Baureihe | Bauzeitraum |
| --- | -------- | ----------- |
| Hubraum: 5980 cm³, Leistung: 390 kW (530 PS) bei 4900–5300/min, Drehmoment: 830 Nm bei 1900–4000/min  |          |             |
| S 600 L                                                                                               | V 222    | 2014–2020   |
| Maybach S 600                                                                                         | X 222    | 2015–2017   |
| Maybach S 600 Pullmann                                                                                | VV 222   | 2016–2018   |
| Maybach S 680 4Matic                                                                                  | Z 223    | seit 2021   |
| S 680 Guard 4Matic (Sonderschutz-Ausführung)                                                          | V 223    | seit 2021   |
| Hubraum: 5980 cm³, Leistung: 450 kW (612 PS) bei 4300–5600/min, Drehmoment: 1000 Nm bei 2300–4300/min |          |             |
| G 65 AMG                                                                                              | W 463    | 2012–2015   |
| Maybach S 680                                                                                         | Z 223    | seit 2021   |
| Hubraum: 5980 cm³, Leistung: 463 kW (630 PS) bei 4800–5400/min, Drehmoment: 1000 Nm bei 2300–4300/min |          |             |
| AMG G 65                                                                                              | W 463    | 2015–2018   |
| S 65 AMG Coupé AMG S 65 Coupé                                                                         | C 217    | 2014–2020   |
| AMG S 65 Cabriolet                                                                                    | A 217    | 2016–2020   |
| S 65 AMG L AMG S 65 L                                                                                 | V 222    | 2014–2020   |
| Maybach S 650 Maybach S 680 (in China)                                                                | X 222    | 2017–2020   |
| Maybach S 650 Pullman Maybach S 680 Pullman (in China)                                                | VV 222   | 2018–2020   |
| SL 65 AMG AMG SL 65                                                                                   | R 231    | 2012–2018   |
| Hubraum: 6233 cm³, Leistung: 662 kW (900 PS) bei 5500/min, Drehmoment: 1200 Nm bei 4200/min           |          |             |
| Brabus Rocket 900                                                                                     | 222, 217 | 2015–2020   |

 * Die Motorbezeichnung ist wie folgt verschlüsselt:
M = Motor (Otto), Baureihe = 3-stellig, E = Saugrohreinspritzung, Hubraum = Deziliter (gerundet), A = Abgasturbolader, L = Ladeluftkühlung